# Лабурдезьер, Франсуаза Бабу
Франсуаза Бабу де Лабурдезьер (фр. Françoise Babou de La Bourdaisière; ок. 1542 — 9 июня 1592, Иссуар, Овернь) — французская дворянка, одна из самых известных светских куртизанок своего времени, мать Габриэли д’Эстре.

## Происхождение
Дочь Жана Бабу, сеньора де Лабурдезьера, и Франсуазы Роберте, дамы д’Аллюи и де Сагонн. По отцу принадлежала к роду финансистов из Буржа Бабу де Лабурдезьер, возвысившихся при Франциске I. Дед Франсуазы по матери — Флоримон Роберте, королевский секретарь, один из влиятельнейших людей Франции в начале XVI века. 

## Биография
Придворная дама королев Марии Стюарт (1560) и Луизы Лотарингской (1575—1590). 14 февраля 1559 в Шартре была выдана замуж за Антуана IV д’Эстре, маркиза де Кёвра (ок. 1529—1609).
Некоторое время Франсуаза была любовницей герцога Анжуйского, затем в 1564 году сошлась со знаменитым бретёром Дю Га, к которому, видимо, испытывала подлинную страсть.
Когда Франсуазу, по протекции этого фаворита, назначили фрейлиной королевы, и выделили ей комнату во дворце, сам капитан Дю Га расположился в соседнем помещении. Так как об их связи было всем известно, Маргарита де Валуа, ненавидевшая Дю Га, согласно известному анекдоту, однажды, увидев маркизу во дворе Лувра, воскликнула: «Tiens, voilà la garce du capitaine !» («Глядите-ка, вот капитанова подстилка!»), на что не растерявшаяся Франсуаза ответила: «J’aime mieux l’être du capitaine que du général !» («Да по мне лучше быть капитановой, чем генеральской/общей!»), имея в виду, что сама Маргарита спит со всеми подряд.
После того как барон де Витто организовал (по поручению Маргариты, как многие считают) убийство Дю Га, Франсуаза примкнула к лагерю противников королевы Наваррской.
В 1583 году вступила в связь с маркизом Ивом IV д’Алегром (фр. Yves IV d' Alègre), убившим де Витто на дуэли, в порядке личной вендетты. В конце 1580-х годов, пользуясь анархией, наступившей во Франции после пресечения дома Валуа, 50-летняя маркиза сбежала от мужа со своим 30-летним любовником в Иссуар, где Алегр был губернатором. С помощью его солдат она несколько раз пыталась захватить замок Юссон в Оверни, где проживала под охраной королевских швейцарцев и собственных наёмников Маргарита де Валуа.
Ночью 8/9 июня 1592 года Франсуаза Бабу и Ив д’Алегр были убиты в своём доме отрядом мятежников под предводительством некоего Жильбера Лирона, при не совсем ясных обстоятельствах. Ходили слухи, что обманутый муж заплатил этим людям за уничтожение прелюбодеев.
Подорвав петардой дверь дома, десяток убийц, среди которых был городской консул, ворвался внутрь, застав любовников в постели. Пока они расправлялись с губернатором, Франсуаза пыталась скрыться в помещении у служанок, забившись в пространство между двумя кроватями. Мясник Шеналь, по прозвищу Большой Безо, вытащил её оттуда. На вопрос жертвы: «Ах! Месье, неужели вы собираетесь убить и даму тоже?», — он ответил: «Ага, мы пришли убить и кобеля и суку!», и свалил её ударом кинжала под сосок.
Тела были выброшены на улицу из окна, на всеобщее обозрение. Маркиза в момент смерти была в одной ночной рубашке, которую, по сообщению «Анналов города Иссуара», убийцы с неё сорвали и унесли как сувенир. На следующий день Лирон распорядился захоронить трупы. По утверждению «Новых мемуаров Бассомпьера», убийцы пощадили младшую дочь маркизы, Жюльену д’Эстре, «которая спала в комнате своей матери и маркиза», а также Франсуазу д’Эстре, дочь маркизы и д’Алегра, «которая была ещё в колыбели».

## Семья
За время брака с Антуаном д’Эстре Франсуаза родила восемь или девять детей: шесть дочерей и двух сыновей, один из которых погиб молодым при осаде Лана. По утверждению Тальмана де Рео, оставшихся шестерых сестёр и брата, маршала д’Эстре, современники прозвали «семью смертными грехами».

Эта г-жа д’Эстре, в девичестве Ла-Бурдэзьер, происходила из рода, который, пожалуй, был самым плодовитым во Франции по части женщин не строгого поведения (одна из дам Ла-Бурдэзьер похвалялась, что спала с папой Климентом VII в Ницце, с императором Карлом V в бытность его во Франции и с королем Франциском I); их можно насчитать двадцать пять, а то и двадцать шесть, монахинь и замужних, причем все они открыто принимали поклонение мужчин. Оттого-то про герб семейства Ла-Бурдэзьер и стали говорить «виково семя», ибо в гербе этом, по забавному совпадению, есть рука, сеющая вику.— Таллеман де Рео. Ж. Занимательные истории, с. 8
Самой знаменитой из потомства Франсуазы Бабу де Лабурдезьер была её пятая дочь — Габриэль д’Эстре, известная длительной любовной связью с королём Генрихом IV. На смерть этой знаменитой куртизанки остроумная госпожа де Нёвик написала ироничное стихотворение:

## Упоминание у Брантома
Комментаторы Брантома полагают, что пикантное описание лобковых волос одной особы, данное этим автором во Втором речении «Галантных дам», относится именно к маркизе де Кёвр:

Слышал я о другой красивой и достойной даме, у которой волосы эти были настолько длинны, что она заплетала их, накручивая на шнурки или ленты пунцового либо другого цвета, завивая таким образом, точно букли на парике, а потом прикрепляла к ляжкам и в подобном виде показывалась иногда мужу или любовнику; в другое же время, убедившись, что волосы крепко завиты, распускала эти косички и щеголяла густым курчавым руном, на какое не поскупилась природа.
Сами понимаете, сколько во всем этом было распущенности и бесстыдства: ведь дама не могла сама заниматься сей завивкою и, стало быть, препоручала это одной из своих горничных, самой приближенной; разумеется, подобное занятие возбуждало похоть во всех её видах, какие только можно вообразить.— Брантом. Галантные дамы, с. 159